# Tête de Meusfoux
La tête de Meusfoux  est un sommet du massif des Vosges culminant à 1 085 mètres d'altitude.

## Toponymie
Meusfoux pourrait faire référence au cours d'eau (latin mosa).